# 諾夫哥羅德及其周圍的歷史古蹟
諾夫哥羅德及其周圍的歷史古蹟（俄语：Исторические памятники Новгорода и окрестностей）是俄羅斯複合世界遺產，包括諾夫哥羅德和周圍的一些中世紀建築。該遺址於1992年被列入世界遺產。